# Champagné-Saint-Hilaire
Champagné-Saint-Hilaire är en kommun i departementet Vienne i regionen Nouvelle-Aquitaine i västra Frankrike. Kommunen ligger i kantonen Gençay som tillhör arrondissementet Montmorillon. År 2022 hade Champagné-Saint-Hilaire 994 invånare.

## Befolkningsutveckling
Antalet invånare i kommunen Champagné-Saint-Hilaire
| Referens: INSEE |